# ART SHODO
ART SHODO（アート ショドウ）は、現代アートとしての書を目指す作家集団、及び展覧会の総称。
この活動から、2023年現在、13名の書家が現代アートギャラリーからデビュー。2022年以降、デパートの美術画廊での展覧会も開催し、注目をあつめている。

## 作家

### 取り扱いのある作家
コマーシャルギャラリー
- Ayako Someya
- グウナカヤマ
- 小林真由香
- 坂巻裕一
- ハシグチリンタロウ
- Haru Yamaguchi
- 日野公彦
- 宮村弦
- 山本尚志
- 湯上久雄
- 渡部大語

### デビューした作家
ギャラリー、オルタナティブスペースなど
- Asumi Unahara
- 安藤実香
- いずみなつみ
- 大谷美游
- 奥平将太
- 菅広
- 木原光威
- 熊谷雲炎
- 岡淵静
- KOUSAI
- Kofu Hijikata
- Saori Kunihiro
- サムラカズコ
- 更科千鶴
- sion
- 七月の鯨
- 白砂カンナ
- Jung huux（ジュン・フー）
- 菅原晋
- すずきのりこ
- Sei-Ryuu
- セキマリエ
- 曽田浩隆
- 滝沢汀
- 竹村敦子
- 田中岳舟
- 谷村優希
- 寺西葉
- TOKKI
- Tosen Iwasaki
- 長尾大玄
- 中島奏
- Nangaku Koun
- 小野豊一
- 西垣一川
- 野口裕司
- 目時白珠
- 森本順子
- Yoko Morishige

### 出展経験のある作家
- AKIKO
- Ata
- 小川稚旅
- 金子信子
- 木村静
- 久保山泰子
- Keizan
- GEORGE
- ひき絢子
- 増田達治
- 三好直樹
- 安田邑美
- 山脇麟神
- 幽月

## 展覧会
ART SHODOのメンバーが参加している自主、もしくは、企画ギャラリーでのグループ展（個展は除く）。

### 2022年
- 「ART SHODO ～書の新潮流の4人展～」（名古屋栄三越ARTE CASA、愛知）

参加作家：山本 尚志、湯上 久雄、日野 公彦、菅原 晋
- 「ART SHODO SELECTION in Kyoto」（MEDIA SHOP GALLERY、京都）
- 「書の現在」（田口美術、岐阜）
- 「広島現代アートサロン2022」（福屋八丁堀本店ギャラリー101、広島）
- 「YOKOHAMA SHODO ART Fair」（FEI ART MUSEUM YOKOHAMA、横浜）
- 「JAPAN SHODO SHOW」（目黒美術館区民ギャラリー、東京）
- 「あたらしすぎる書道展」（MDP GALLERY、鎌倉）

### 2021年
- 「ナンガーランド 謎の帝国」（art space tetra、福岡）
- 「ART SHODO FESTA in Fukuoka」（福岡アジア美術館、福岡）
- 「OSAKA SHODO SHOW 2021」（シーサイドスタジオCASO、大阪）
- 「ART SHODO EIGHT」（MDP GALLERY、東京）
- 「SHODO NEW AGE」（立川市市民会館 たましんRISURUホール、東京）
- 「文字の様相 ––流れゆく時代、生まれくる言葉––」（Gallery NAO MASAKI、名古屋）
- 「現代書の新しき展望2 –Contemporary Art SHODO-」（福屋八丁堀本店7階美術画廊、広島）
- 「しるしと人類」（岩田屋本店 本館2階 Gallery CONTAINER、福岡）
- 「JAPAN SHODO SHOW」（渋谷ヒカリエ8/CUBE、東京）
- 「書と非書の際」（京都王藝際美術館、京都）

### 2020年
- 「OSAKA SHODO SHOW 2020」(シーサイドスタジオCASO、大阪)
- 「What’s SHODO?」(MARUEIDO JAPAN/Gallery、東京)
- 「現代アート書道の世界2【記号と今】」（Yumiko Chiba Associates viewing room shinjuku、東京）

### 2019年
- 「現代の書 ARTSHODO 三人軌跡」（Gallery NAO MASAKI、名古屋）

### 2018年
- 「ART SHODO TOKYO AUTUMN 2018」（三鷹市芸術文化センター、東京）

### 2017年
- 「現代アート書道の世界」（新宿髙島屋美術画廊、東京）
- 「書の未来展」（伊藤忠青山アートスクエア、東京）